# LG Optimus 3D

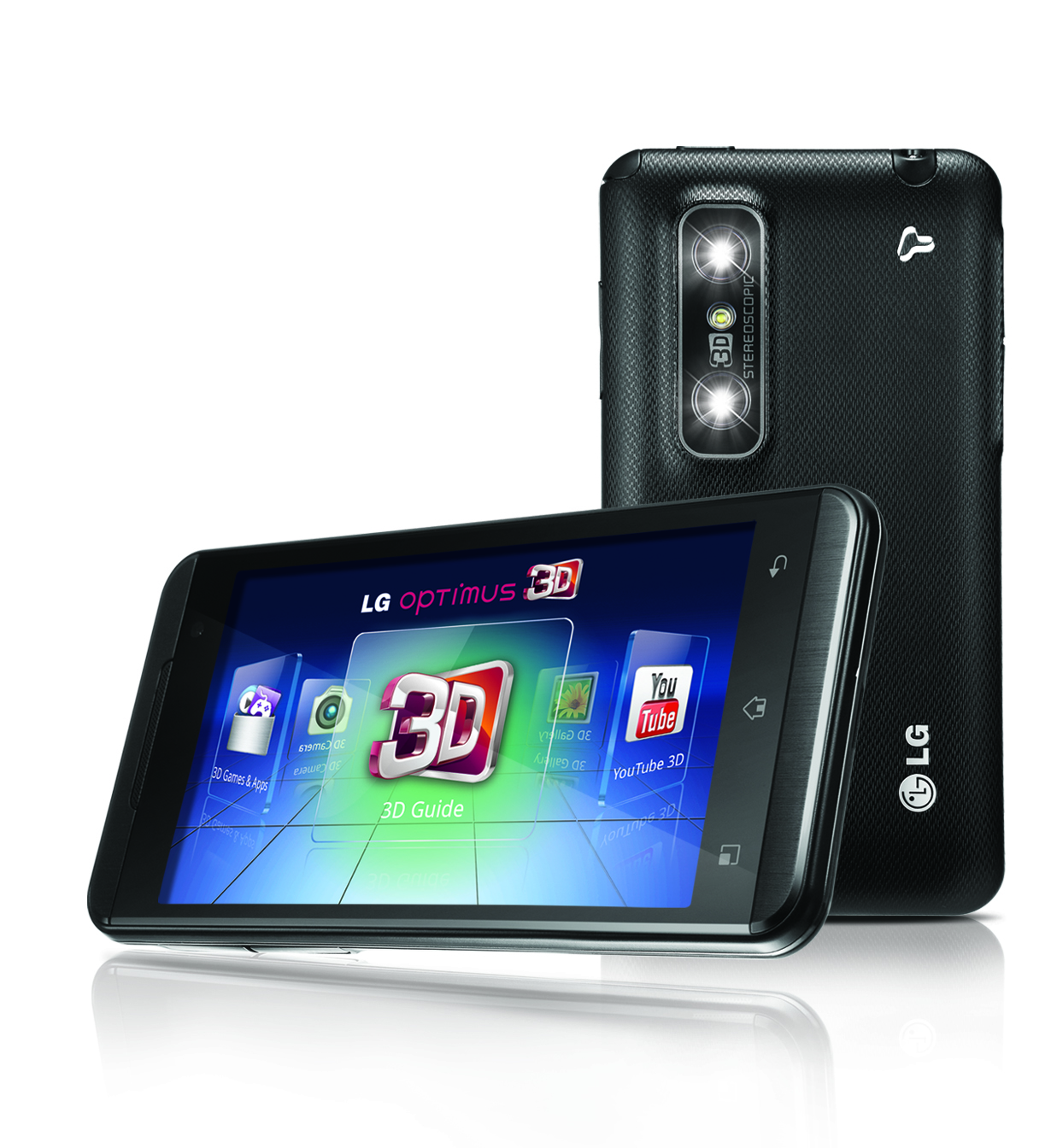
LG Optimus 3D

LG Optimus 3D是韓國樂金電子於2011年推出的中高階智慧型手機。其特色是為全球第一支採用3D（三維視覺）特效螢幕之智慧型手機，全球第一部双镜头手机，手機內置3D轉換器，可以轉換遊戲、相片、影片為3D格式。

## 規格[2]
- 螢幕：4.3" 3D LCD 800x480
- 處理器：德州儀器 雙核心 1GHz OMAP4430
- 相機：500萬畫素（雙後置鏡頭，3D鏡頭為300萬畫素）（1080p 24 fps 2D 影片錄製，720p 3D影片錄製） +30萬畫素 (前置鏡頭)（配有LED閃光燈）
- 電池：1500 mAh
- 重量：170g
- 厚度：1.09cm
- 産地：